# Miguel Hidalgo, San Antonio Huitepec
Miguel Hidalgo är en ort i Mexiko.   Den ligger i kommunen San Antonio Huitepec och delstaten Oaxaca, i den sydöstra delen av landet, 400 km sydost om huvudstaden Mexico City. Miguel Hidalgo ligger 1 952 meter över havet och antalet invånare är 288.
Terrängen runt Miguel Hidalgo är lite bergig. Runt Miguel Hidalgo är det glesbefolkat, med 9 invånare per kvadratkilometer. Närmaste större samhälle är San Antonio Huitepec, 6,3 km nordväst om Miguel Hidalgo. I omgivningarna runt Miguel Hidalgo växer i huvudsak blandskog.